# Radenković
Radenković (Раденковић) település Szerbiában, a Vajdaságban, a Szerémségi körzetben, Szávaszentdemeter községben.

## Demográfiai változások
| 1948  | 1953  | 1961  | 1971  | 1981  | 1991  | 2002  |
| ----- | ----- | ----- | ----- | ----- | ----- | ----- |
| 1 134 | 1 169 | 1 161 | 1 105 | 1 040 | 1 076 | 1 086 |